# Американцы английского происхождения
Америка́нцы англи́йского происхожде́ния (англ. English American) — граждане или постоянные жители Соединённых Штатов Америки, родившиеся в Англии, являющиеся этническими англичанами или имеющие полное или частичное английское происхождение. Согласно данным American Community Survey за 2010 год американцы английского происхождения составляют приблизительно 9,0 % от общего населения США (27 млн чел.) и образуют третью по величине группу европейского происхождения после немецких американцев и ирландских американцев. Однако демографы считают эту цифру заниженной, так как многие, если не большинство людей английского происхождения, идентифицируют себя как просто «американцы» или «смешанного европейского происхождения»  .
Подавляющее большинство из отцов-основателей Соединенных Штатов Америки были английского происхождения, в том числе Бенджамин Франклин, Джордж Вашингтон, Джон Адамс, Джеймс Мэдисон.

## Количество
Согласно переписи населения 1980 года, американцы английского происхождения составляли около 24 % населения страны (50 млн чел.) и являлись на тот момент крупнейшей этнической группой в США. По имеющимся оценкам на 1775 год, данные лица преобладали в населении американских колоний, составляя 48,7 % населения. Для сравнения: лиц африканского происхождения насчитывалось 20 %, шотландско-ирландского (ольстерские шотландцы) 7,8 %, немецкого 6,9 %, шотландского 6,6 %, голландского 2,7 %, французского 1,4 %. В течение более чем сотни лет американцы английского происхождения безусловно доминировали в США, положив свою культуру в основу американской модели общества.
В соответствии с переписью населения 1790 года (первой, проведённой уже независимыми Соединёнными Штатами), лица английского происхождения составляли 47,5 % населения страны и 60,9 % американцев европейского происхождения, при этом американцы европейского происхождения составляли в сумме 80,7 % населения. Вместе с тем, при общем населении в 4 млн чел. в стране насчитывалось около 750 тыс. лиц африканского происхождения, примерно 700 тыс. из которых являлись на тот момент рабами.
Штатами с наибольшим количеством лиц английского происхождения являлись на тот момент Массачусетс (82 %), Вермонт, Род-Айленд, Виргиния, Коннектикут, Мэриленд, федеральный округ Колумбия, Северная Каролина, Нью-Гэмпшир, Южная Каролина, Мэн, Делавэр, Кентукки, Теннесси, Джорджия, штат Нью-Йорк, Нью-Джерси, Пенсильвания.
Согласно переписи населения 2000 года, американцы английского происхождения составляли лишь 8,7 % населения (24,5 млн чел.), являясь лишь четвёртой группой населения после лиц немецкого происхождения (первое место, около 43 млн чел. или 15 % населения), афроамериканцев (36 млн чел. или 13 %) и американцев ирландского происхождения (30,5 млн чел. или 11 % населения). Однако эта оценка, вероятно, является серьёзным недоучетом более чем на 30 миллионов, учитывая, что в переписи 1980 года, около 50 миллионов граждан утверждали, что они — по меньшей мере частичного английского происхождения.
Следует учитывать, что более 20 млн чел. определили своё этническое происхождение как «американское», так как предки многих из них в течение нескольких поколений рождались в Соединенных Штатах и они не знают своих родословных. В это количество входят многие американцы полностью или частично английского происхождения. Происхождение этой группы населения аналогично происхождению креолов в Латинской Америке или буров (африканеров) в ЮАР (лиц голландского происхождения, которые не считают себя голландцами). Кроме того, шотландско-ирландские американцы (так называемые "Scots-Irish"), по большей части являясь потомками низменных шотландцев из Лоуленда и людей из Северной Англии, колонизировавших  Ольстер в 17 веке, также имеют во многом английское происхождение. Этническая принадлежность 2 миллионов американцев-выходцев из Корнуолла как «корнуолльцы» не признаётся в США при переписи населения и классифицируется как британская, хотя большинство из этих людей тоже английского происхождения.
Также следует учитывать, что в США в настоящее время проживает около 678 тыс. экспатов с Британских островов, эмигрировавших уже в новейшее время. Не все они являются этническими англичанами; среди них насчитывается до 40 тыс. азиатов, 20 тыс. африканцев и 10 тыс. лиц смешанного происхождения.

## История
Первым английским поселением в Америке является Джеймстаун в колонии Виргиния, основанный в 1607 году. С разрешения короля Джеймса I три корабля отправились из Англии и прибыли на мыс Генри в апреле. Второй удачной колонией был Плимут, основанный в 1620 году группой людей, позднее известных как «отцы-пилигримы». Спасаясь от религиозных преследований, они бежали сначала в Голландию, и затем в Новый Свет. В сентябре 1602 году 102 пассажира корабля «Мейфлауэр» отплыли в Америку. Это путешествие стало центральной темой в американской идентичности.
В последующие годы английские поселенцы основали ряд колоний, к которым добавились также и завоевания: Новые Нидерланды (переименованные в провинцию Нью-Йорк в 1664 году) и Новая Швеция, ранее захваченная голландцами и в настоящее время известная как штат Делавэр.
После 1776 года на территорию современных США прибыло около 3,5 млн. поселенцев из Англии. Первая значительная волна началась в конце 1820-х годов в связи с волнениями в Соединённом Королевстве; она достигла пика в 1842 и затем стала медленно убывать. Большинство переселенцев были мелкими фермерами из деревень в южных и западных английских графствах, а также городскими рабочими, которые спасались от социальных и индустриальных изменений 1820-х — 1840-х годов. Какое-то количество английских поселенцев прибыли из Австралии в период золотой лихорадки.
К концу 1860-х годов иммиграция из Англии увеличилась до 60 тыс. чел. в год, к 1872-му году — до 75 тыс. в год, затем она начала убывать. Впоследствии имели место несколько новых пиков. Строительство железных дорог, индустриализация и заселение великих равнин требовали новых рабочих рук.
В течение всей американской истории лица английского происхождения были крайне широко представлены на всех уровнях государственного управления. Английское происхождение имели 8 из первых 10 президентов; та же пропорция сохранялась среди президентов и впоследствиии. Также американцы английского происхождения составляли большинство членов Палаты представителей, сенаторов и членов Верховного суда. Однако по состоянию на 2025 год все три высшие должности в иерархии исполнительной власти США занимают лица, не относящиеся к числу американцев английского происхождения: президент Дональд Трамп (немецко-шотландского происхождения), вице-президент Джей Ди Вэнс (ирландско-шотландского происхождения) и государственный секретарь Марко Рубио (кубинского происхождения).

## Язык
Английский язык преобладает в США и в настоящее время и де-факто является государственным (хотя официально государственного языка в этой стране нет). Согласно переписи 1990 года 90,4 % населения говорили только по-английски, а совсем не говоривших по-английски насчитывалось лишь 0,8 % (тогда как в 1890 году их было 3,6 %).
Некоторые штаты, в частности Калифорния, внесли в свои конституции поправки, определяющие английский язык как государственный. На практике же это означает, что государственные документы должны быть написанными по крайней мере по-английски, но могут вестись и на других языках. В частности, экзамен на стандартные водительские права штата Калифорния класса C доступен на 32 языках.

## Географическое распределение
Согласно переписи 2010 года, штатами с наибольшим количеством лиц, определяющих своё происхождение как английское, являлись:
- Юта (29 %)
- Мэн (21,5 %)
- Вермонт (18,4 %)
- Айдахо (18,1 %)
- Нью-Гэмпшир (18 %)
- Вайоминг (15,9 %)
- Орегон (13,2 %)
- Монтана (12,7 %)
- Делавэр (12,1 %)
- Колорадо, Род-Айленд и штат Вашингтон (каждый по 12 %)

## Культурные коды
Флаг США имеет английское происхождение и основан на континентальном флаге, на котором изображался в том числе и британский флаг.
Английское происхождение имеют такие традиционные американские блюда, как яблочный пирог и ростбиф.
Также из Британии происходят День благодарения и такие виды спорта как бейсбол и американский футбол.

## Фамилии
Согласно переписи США 2000 года, в список 10 наиболее распространённых фамилий вошли 8 английских. Впервые в этом списке оказались фамилии испанского происхождения.
- Смит (английское либо шотландское происхождение)
- Джонсон (английское)
- Уильямс (английское либо валлийское)
- Браун (английское, ирландское, шотландское)
- Джонс (английское, валлийское)
- Миллер (английское, шотландское, ирландское, может также быть англифицированной формой немецкой фамилии Мюллер)
- Дэвис (английское, шотландское)
- Гарсия (испанское)
- Родригес (испанское)
- Уилсон (английское, шотландское)